# Diocophora modesta
Diocophora modesta är en tvåvingeart som beskrevs av Borgmeier 1959. Diocophora modesta ingår i släktet Diocophora och familjen puckelflugor. Inga underarter finns listade i Catalogue of Life.